# Daniel Kirwa Too
Daniel Kirwa Too (* 21. November 1976) ist ein ehemaliger kenianischer Marathonläufer.
1997 wurde er jeweils Dritter beim Tokio-Halbmarathon und beim Turin-Marathon, 1998 Zweiter in Turin-Marathon.
2001 wurde er Vierter beim Country Music Marathon, Dritter beim Dublin-Marathon und siegte beim Florenz-Marathon, und im Jahr darauf gewann er den Madrid-Marathon und die Maratona d’Italia.
2003 siegte er beim Turin Half Marathon und wurde Neunter beim Eindhoven-Marathon, 2005 wurde er Zweiter beim H. C. Andersen Marathon. 

## Persönliche Bestzeiten
- Halbmarathon: 1:00:46 h, 19. Januar 1997, Tokio
- Marathon: 2:09:59 h, 6. Oktober 2002, Carpi